# (35198) 1994 PM1
1994 PM1 (asteroide 35198) é um asteroide da cintura principal. Possui uma excentricidade de 0.06055020 e uma inclinação de 24.76440º.
Este asteroide foi descoberto no dia 9 de agosto de 1994 por Robert H. McNaught em Siding Spring.